# 谢贵嫔
谢贵嫔（?—?），中国南北朝南朝齐高帝萧道成的妃嫔，被封为贵嫔。
谢贵嫔在南朝宋大明三年（459年）生萧道成第三子萧映，南朝宋大明四年（460年）生萧道成第四子萧晃。萧映被封为临川王，萧晃被封为长沙王。永明七年（489年），萧映去世，永明八年（490年），萧晃去世。
南朝梁天监元年（502年），谢贵嫔的墓葬被盗掘，但并未挖至墓室之门。事发后，萧映长子萧子晋作为谢贵嫔的长孙，向礼官何佟之咨询自己该如何做。何佟之认为，谢贵嫔之墓仅被破坏坟土，未及椁，因此不必依照改葬之例服缌，仅哭丧三日即可。梁武帝认为何佟之所议得礼。